# WTA Bregenz
Das WTA Bregenz (offiziell: Elektra Cup) ist ein ehemaliges Damen-Tennisturnier der WTA Tour, das in der Stadt Bregenz ausgetragen wurde.

## Siegerliste

### Einzel
| Jahr | Siegerin        | Finalgegnerin        | Ergebnis |
| ---- | --------------- | -------------------- | -------- |
| 1985 | Virginia Ruzici | Mima Jaušovec        | 6:2, 6:3 |
| 1986 | Sandra Cecchini | Mariana Pérez-Roldán | 6:4, 6:0 |

### Doppel
| Jahr | Siegerinnen                   | Finalgegnerinnen                  | Ergebnis |
| ---- | ----------------------------- | --------------------------------- | -------- |
| 1985 | Mima Jaušovec Virginia Ruzici | Andrea Holíková Kateřina Böhmová  | 6:2, 6:3 |
| 1986 | Petra Huber Petra Keppeler    | Sabrina Goleš Tine Scheuer-Larsen | 6:2, 6:4 |